# ان‌جی‌سی ۲۲۵
ان‌جی‌سی ۲۲۵ (انگلیسی: NGC 225) یک خوشه باز در صورت فلکی ذات‌الکرسی است که تقریباً ۲۲۰۰ سال نوری از زمین فاصله دارد.